# Castellino Tanaro
Castellino Tanaro är en ort och kommun i provinsen Cuneo i regionen Piemonte i Italien. Kommunen hade 297 invånare (2018).